# بل‌اورن (یورغیر)
بل‌اورن (به ترکی استانبولی: Belören) یک منطقهٔ مسکونی در ترکیه است که در یورغیر واقع شده‌است.